# Im Blutfeuer
Im Blutfeuer je kompilační album vydané německým vydavatelstvím Cthulhu Records v roce 1995. Na album přispělo pět hudebních skupin: Blood Axis, Ernte, Sol Invictus, Allerseelen a Death in June. Kromě první z nich, která přispěla dvěma písněmi, přispěly všechny po jedné písni. Kapela Blood Axis nahrála skladby „The Storm Before the Calm, Part One“ a „Walked in Line“ (druhá z nich pochází z repertoáru skupiny Joy Division), členové projektu Ernte skladbu „Sonnenwende“, Sol Invictus „Hedda Gabbler“ (autorem písně je velšský hudebník John Cale; kapela ji později vydala na reedici alba In the Rain), Allerseelen skladbu „Santa Sangre“ a poslední Death in June „My Black Diaries“.

## Seznam skladeb
| Pořadí | Název                               | Autor        | Interpret     | Délka |
| ------ | ----------------------------------- | ------------ | ------------- | ----- |
| 1.     | Walked in Line                      | Joy Division | Blood Axis    | 3:27  |
| 2.     | The Storm Before the Calm, Part One |              | Blood Axis    | 7:54  |
| 3.     | Sonnenwende                         |              | Ernte         | 2:24  |
| 4.     | Hedda Gabbler                       | John Cale    | Sol Invictus  | 8:26  |
| 5.     | Santa Sangre                        |              | Allerseelen   | 4:26  |
| 6.     | My Black Diaries                    |              | Death in June | 6:35  |